# Teater
Teater (fra græsk theatron, afledt af theasthai (= at betragte) og thea (= udsigt, syn) er:
- 1) En kunstart.
- 2) Den bygning, hvor dramatiske værker opføres.
- 3) Synonym for skuespil eller forestilling i hverdagen ("det rene teater").

Teater er en 2.500 år gammel kunstart, der i sin vestlige udgave har sin oprindelse i oldtidens Grækenland, hvor skuespillere på en scene fremstiller begivenheder i dialog, kropssprog og handlinger foran et publikum. Den sceniske fortælling hedder "drama", af verbet drao (= at gøre, skabe, udføre). En forestilling kan også indeholde eller fuldstændigt bestå af sang, dans, pantomime, tableauer, video- og filmindslag mm.
Mange af teatrets dramatiske værker er litteratur, men et teaterstykker er ikke primært skrevet for at læses, men for at ses. Først med levende skuespillere, kostumer, scenografi, lyde, lys osv. fremkommer dramatikerens hensigt.
Teaterkunsten har som anden kunst været igennem en konstant udvikling de sidste 2.500 år, og opfattet både positivt og negativt. Under pietismen og Christian 6. var teatrene lukket fra 1730 til 1746. I dag betragtes teater som underholdning, og bliver udført af professionelle såvel som amatørskuespillere. Der stilles i dag store krav til de statsstøttede teatres repertoire, der er grundlag for kunstens videreudvikling og inspirationskilde for landets amatørteatre og teaterforeninger. Der lægges vægt på, at dokumentation i form af manuskripter og notater er offentligt tilgængelige. Det og instruktions- og undervisningsbøger findes i Dramatisk Bibliotek på Det Kongelige Bibliotek.

## Teatrets historie

### Det Græske Drama
Skuespillet som kunstform udsprang bl.a. af en festceremoni for guden Dionysos i oldtidens Grækenland. Her fejredes frugtbarheden med et optog gennem byen, som sluttede på byens amfiscene, "Dionysostemplet". Her spiste alle et stort festmåltid og deltog i fremførelsen af skuespil. Publikum var en stor del af forestillingen, idet det svarede på skuespillernes replikker. Andre kilder var den mundtlige overlevering af de store episke heltedigte som fx Homers Odysseen og Iliaden.
Den første skriftlige kilde er fra 532 f. Kr. Her er skuespilleren Thespis nævnt og er den første skuespiller i verdenshistorien, vi kan sætte navn på.
Der er er ingen skriftlig overlevering af teksterne i det 5. årh. f.Kr., men det er der fra det 4. årh. : en lang række tragedier, komedier og satyrspil.
Hvert stykke blev kun spillet en gang som led i en trilogi: tre sammenhængende fortællinger med tema fra græsk mytologi. Trilogierne indgik i konkurrencer om at vinde prisen for bedste tragedie. Skuespillene varede fra morgen til aften, afsluttet af et satyrspil, en art grotesk overdreven tragikomedie. I vore dage ville vi måske benævne det en burlesque.
Tragediegenren største forfatternavne er Aeschylus (Orestien), Euripides (Medea), og Sofokles (Kong Ødipus). Komedien er stort set kun bevaret gennem Aristofanes' stykker (Lysistrate m.fl.) Komedieforfatteren Menander blev inspiration for den romerske komedie. Mere om disse og andre værker i artiklen Græsk Litteratur.
For at kunne høre skuespillernes tale på det store amfiteater med tusindvis af tilskuere, brugte skuespillerne masker med en tydelig karikering af ansigtstrækkene og en slags tragt ved munden, som forstærkede skuespillerens tale.

### Den romerske komedie
Romerne overtog den græske teatertradition, men lagde hovedvægten på det underholdende gennem udvikling af komedien. Den romerske komedie blomstrede omkring vor tidsregnings begyndelse hvor bl.a. komedieforfatterne Terents og Plautus lagde grunden til en tradition, der via commedia dell'arte, Moliere og Holberg rækker helt frem til nutiden.

### Mysteriespillene
Den katolske kirke var ikke glad for teatret. Men i middelalderen var teater så populært på markedspladserne, at de gejstlige opførte store skuespil med bibelsk indhold på pladsen foran kirken. Scenen var som regel opdelt med handlingen centralt placeret, og et himmel og et helvede i hver side, hvor de hellige og synderne endte.

### Commedia dell'Arte
Commedia dell'Arte var markedsteater, der holdt reminiscenser af den romerske komedie i live. Genren havde et fast figurgalleri af herrer, tjenere, elskende, læger, soldater mm, der blev sat i stadig nye situationer. Det var omrejsende teatergrupper, der spillede pantomimeteater for den laveste samfundsklasse. De forsøgte at provokere aristokratiet ved at mime forestillinger om de forskellige befolkningsgrupper, hvor tjenestefolkene narrede de lærde og rige. Langt de fleste pantomimer handlede om penge og sex, og brugte seksuelle undertoner til at fange publikums opmærksomhed – jo rigere karakteren var, jo mere vulgær og afskyelig fremstod han. Det gælder især den gamle købmand Pantalone, som med fremskudt underliv gramser på tjenestepigerne og kommanderer med tjenerne.
Pantomimerne blev spillet på markedspladser, og publikum kunne gå til og fra scenen, hvor det ofte stod og heppede på skuespillerne. Skuespillerne havde som regel den samme rolle i mange år, til de ikke længere passede til rollen og overtog en ældre rolle. Hver rolle havde en række lazzi, et slags gøglernummer, som kom undervejs i stykket. Det kunne være alt fra at jonglere med æbler til falde-på-halen-komik. Ingen arbejdede med manuskript eller drejebog, men der var lavet en overordnet handlingsskitse – derudover var det ren improvisation. Skuespillere blev betragtet som de allerlaveste i det aristokratiske samfund – på linje med tiggere. I dag spiller de fire mest kendte roller, direkte leveret fra 1500-tallet: Pjerrot (Pagliaccio), Colombine, Harlekin (Arlequin) og Pantalone på Pantomimeteatret i Tivoli og på Dyrehavsbakken.

### Det elizabethanske teater
I slutningen af det 16. årh. og begyndelsen af det 17. blomstrede teatret kraftigt i London. Forfattere som Christopher Marlowe (1564-93), Ben Jonson (1572-1637) og ikke mindst William Shakespeare (1564-1616) forvandlede talrige fiktionsværker såvel som historiske begivenheder til teater og præsenterede dem til et bredt publikums store fornøjelse. De dramatiske værker gjorde flittigt brug af oldtidens mytologi og fortællinger, men skabte også et helt nyt fokus: det psykologiske portræt med mennesket i centrum og det religiøse i periferien.

### Molière & oplysningstiden
Franskmanden Jean Baptiste Poqeulin – bedre kendt som Moliere (1622-73) – rejste i 1600-tallet Frankrig rundt med sin trup og spillede sine egne skuespil baseret på comedia dell'Arte'ns persongalleri. Molière beherskede suverænt komedieformen (Scapins rævestreger og Den gerrige), men gik langt videre end at underholde: visse af hans forestillinger Don Juan og Tartuffe, der balancerede på kanten af det komiske og det bidske, ramte så præcist tidens dobbeltmoral, at Molière blev forvist fra Paris.
Molière blev forbillede for det teater, Ludvig Holberg (1684-1754) skabte på Grønnegadeteatret i København i 1720'erne, og fik i det hele taget stor indflydelse på de europæiske scener. Inspiration ses tydeligt hos de italienske komedieskrivere Carlo Gozzi (1720-1806) og Carlo Goldoni (1707-93).
I Tyskland byggede Gotthold Ephraim Lessing (1729-81) videre på Molières teater og førte det ind i oplysningstiden.

### Den tyske romantik
Goethe og Schiller.

### Naturalismen
I slutningen af 1800-tallet begyndte teatergængere at efterspørge et mere realistisk drama, der kunne spejle den voksende borgerlige klasse og dens verdensbillede. Dagligstuedramaet voksede frem ved norske Henrik Ibsen (1828-1906) og svenske August Strindberg (1848-1912) og var især kendetegnet ved en yderligtgående realisme, der bl.a. kom til udtryk gennem skuespillernes opretholdelse af "den fjerde væg". Det vil sige, at skuespillerne spillede som var området mod publikum dækket af en imaginær dagligstuevæg.

### Det 20. århundrede
Det tyvende århundrede er kendetegnet ved et væld af nye teaterformer, der afløser hinanden stadig hurtigere: århundredet begynder med symbolistiske dramaer som August Strindbergs Et drømmespil og den belgiske dramatiker Maeterlincks værker; efter første verdenskrig opstod i Berlin i 1920'erne det politiske teater, hvis kendteste repræsentanter er Vsevolod Meyerhold (1874-1940), Bertolt Brecht (1898-1956) og Erwin Piscator (1893-1966). Fra USA kommer to betydningsfulde retninger: det musikalske drama musicalen, samt den psykologiske realisme repræsenteret ved bl.a. nobelprismodtageren Eugene O'Neill og Tennessee Williams; i 50'erne blomstrer i Europa det absurde teater, hvis hovednavne var Samuel Beckett (Vi venter på Godot), Harold Pinter og Eugene Ionesco. Mod slutningen af århundredet opløstes de snævre genrer, og talløse eksperimenter fandt sted. Dermed fandt et stadigt stigende antal forskellige former vej til scenen, og hver enkelt forestilling tenderede mod at være sin egen genre og definere sin kontrakt med publikum på sine egne betingelser – en udvikling, der er fortsat ind i det 21. årh.

## Teatrets medarbejdere

### Teaterchef
Den overordnede og administrative ledelse ligger hos teaterchefen (teaterdirektøren, teaterlederen), der som udgangspunkt er ansvarlig for teatrets faciliteter, økonomi og personale. Han har derudover også overordnet ansvar for planlægning af en teatersæson og køb af dramatik. Teaterchefen refererer direkte til teatrets bestyrelse, hvis en sådan findes. På flere af landets etablerede teatre er denne opgave delt mellem to eller flere: en administrativ direktør med ansvar for personale (rengøring, billetsalg, vagtmestre og servicemedarbejdere), regnskab og faciliteter, samt en kunstnerisk leder med ansvaret for teatrets kunstneriske linje, med valg om stykker, dramatikere, instruktører, skuespillere, scenografer mv.
Læs artiklen om teaterdirektører.

### Dramatiker
En dramatiker skriver manuskripter til teatret: dramatiske værker. En dramatiker er som regel freelance og arbejder hjemme ved sin computer. Han arbejder sædvanligvis på manuskripter efter egen idé og af eget initiativ, hvorefter det færdige dramatiske værk forsøges solgt til et af landets teatre eller et forlag. Af og til kommer der dog en bestilling på et manuskript fra et teater, hvor dramatikeren får en deadline og muligvis nogle få retningslinjer, men som regel er dramatikerens bestillingsopgave en oversættelse af et drama fra tysk, engelsk eller fransk.
Læs artiklen om dramatikere.

### Dramaturg
Dramaturgen vil i mange tilfælde være den der har foreslået eller måske endda bestilt et stykke til opførsel. Dramaturgen kan også medvirke ved en evt. bearbejdelse og ved valg af instruktør til det givne stykke. Et andet af dramaturgens arbejdsområder er at vurdere et stykkes relevans i forhold til den tid det spilles i.

### Instruktør
I en teaterproduktion er det instruktøren, der har det kunstneriske overblik over stykkets stemninger, visuelle og auditive udtryk, samt ansvaret for at stykket opnår den kunstneriske kvalitet som ledelsen forventer heraf. Instruktøren er med under audition til besættelse af et teaterstykkes roller, og herefter går arbejdet med skuespillerne i gang. Det er en udbredt misforståelse, at instruktøren skal instruere skuespillerne enkeltvis i skuespilstekniske detaljer, og selvom de fleste teaterinstruktører gør det, er det ikke instruktørens opgave. Instruktøren arbejder med hvert eneste sekunds stemningsudtryk, konflikter og spænding. Det er også instruktørens opgave at sætte forestillingen i perspektiv til samtidens parallelle kunst og samfundsbillede.
Læs eventuelt artiklen om teaterinstruktører.

### Skuespillere
Skuespillere er dem, der optræder på scenen og levendegør rollerne fra det dramatiske værk. De kan suppleres af dansere, sangere, statister og andre med specielle opgaver.
Læs artiklen om skuespillere.

### Scenograf
Scenografen udvikler og tegner dekorationerne på scenen, normalt kaldet scenografien. I samarbejde med instruktøren tilrettelægges den billedmæssige og funktionelle udformning af
hele det fysiske univers forestillingen udspiller sig i. Dette arbejde synliggøres af en model, der viser alle aspekter af scenografien og som er udgangspunktet for de snedkere, tømrere, regissører og andre medarbejder, der skal virkeliggøre scenebilledet.

### Kostumier
Den der giver form til det tøj som skuespillerne bærer under en forestilling. Ofte vil kostumieen også være scenografen. Som regel vil kostumetegninger blive forelagt sammen med modellen af scenografien på den første læseprøve.

### Teaterskrædder
Teaterskrædderen står for fremskaffelse eller syning af kostumer i overensstemmelse med kostumieens anvisninger. Større teatre har en skræddersal med flere syersker og et større lager af kostumer.

### Teatersnedker
Teatrets snedker står for bygningen af scenografien efter scenografens anvisninger. Vægge, podier og faste konstruktioner af enhver art udføres af ham.

### Regissør
fremskaffer eller fremstiller rekvisitter til en forestilling og styrer den tekniske koordination af forestillingen.

### Lydtekniker
Lydteknikeren fremskaffer de lydklip, der anvendes under en forestilling, og er tit den, der afvikler lydsporet under opførelsen. Er ofte identisk med en

### Lystekniker
Planlægning, ophængning og afvikling af lyset på en teaterforestilling står lysteknikeren for. Selve planlægningen af lyset kaldes lysdesign og udføres i visse tilfælde af særligt tilkaldte eksperter.

### Sufflør
Suffløren er den der med manuskriptet i hånden sidder på et skjult i nærheden af scenen og i tilfælde af at en skuespiller glemmer sin replik, omgående kan 'stikke' den pågældende, dvs. levere det stikord, som bringer skuespilleren videre i teksten og handlingen videre på scenen. Tidligere havde de fleste teatre en sufflørkasse med et lille låg over helt fremme på forscenen. I takt med at teatrene er blevet til stadigt mere fleksible rum sidder suffløren oftest på forreste publikumsrække. Sufflørerne fyres af besparelsesårsager, men ansættes til hver enkelt forestilling. Det bliver ofte dyrere som på DKT.

### Scenetekniker
Medhjælper, der under forestillingen flytter rundt på scenografiens vægge, møbler eller andet.